# 2つの映像 (バルトーク)
『2つの映像』（ふたつのえいぞう）作品10、Sz.46は、バルトーク・ベーラが1910年に作曲した管弦楽曲。
- 原語曲名：Két kép（ハンガリー語） Zwei Bilder（ドイツ語）　Two Pictures（英語）
- 演奏時間：約17分
- 作曲時期：総譜のバルトーク自身の書き込みによれば、1910年8月に完成。
- 初演：1913年2月25日、ブダペストにて、イシュトヴァーン・ケルナーの指揮のブダペスト・フィルハーモニー管弦楽団による。

## 作曲の経緯
ドイツ音楽の影響から出発したバルトークは、その影響から脱した自らの語法を確立するために、マジャール民謡の収集活動の中でとった民謡の特徴を分析し、自らの作品に生かしていく道を歩み始めていたが、同時に教会旋法や全音音階などを使用して新しい響きを打ち出したドビュッシーの作品にも強く影響されていた。
この作品は、そのドビュッシーに対する共感とドビュッシーの影響をも自分の語法の中に消化していこうという意識が前面に押し出された作品である。

## 構成
題名の通り、2つの曲から構成されているが、キャラクターがかなり異なっており、互いの関連性は必ずしも重視されていない。
第1曲　花ざかり
三部形式。冒頭にクラリネットが奏する主題が中心となり、これ自体が変奏されたり断片的な新しい楽句を挟みながら、最後は静かに終わっていく。その管弦楽法や全体の曖昧模糊とした雰囲気、全音音階の使用などドビュッシーの影響を強く感じさせる。
なお、ハンガリー語のタイトル“Virágzás”は厳密には単に「花」という意味である。
第2曲　村の踊り
冒頭で弦楽器が力強く演奏する主題を中心とするロンド。同時期に書かれた『2つのルーマニア舞曲』や、後年になってもよく取り上げた舞踊風の曲のスタイルだが、所々で第1曲で見せた印象主義的な管弦楽法を見せ、また第1曲の主題が回想される分もある。

## 編成
- フルート 3（ピッコロ持替え 1）
- オーボエ 2
- コーラングレ 1
- クラリネット 3（バスクラリネット持替え 1）
- ファゴット 3（コントラファゴット持替え 1）
- ホルン 4
- トランペット 4
- トロンボーン 3
- チューバ 1
- ティンパニ
- 大太鼓
- シンバル
- チューブラーベル
- チェレスタ
- ハープ 2
- 弦五部
  - ヴァイオリン 2パート
  - ヴィオラ 1パート
  - チェロ 1パート
  - コントラバス 1パート